# Filippo Lancellotti
Filippo Lancellotti (né le 17 août 1732 à Rome et mort dans la même ville le 13 juillet 1794) est un cardinal italien du XVIIIe siècle.

## Biographie
Filippo Lancellotti est pro-préfet et préfet du Palais apostolique sacré à partir de 1786. Son oncle, le pape Pie VI le crée cardinal lors du consistoire du 21 février 1794, mais il meurt déjà au mois de juillet.